# Dwór w Zakrzowie
Dwór w Zakrzowie – zabytkowy dwór znajdujący się w Zakrzowie, w gminie Stryszów, w powiecie wadowickim, w województwie małopolskim.
Dwór, park, brama wjazdowa i budynek gospodarczy zostały wpisane do rejestru zabytków nieruchomych województwa małopolskiego.

## Historia
Dwór wzniesiony został na początku XIX wieku dla Montléartów – dziedziców majątku w Zakrzowie. Przed 1927 rokiem Zakrzów przejął Karol Lewakowski (1895–1976), syn Zygmunta Lewakowskiego. W okresie okupacji 1939–1945 w zabudowaniach dworskich funkcjonowało niemieckie gospodarstwo rolne, produkujące wódki gatunkowe dla hitlerowskich dygnitarzy . Po 1945 roku majątek został znacjonalizowany. Następnie obiekt służył jako dom wypoczynkowy dla kombatantów i byłych więźniów obozów koncentracyjnych, później funkcjonował w nim ośrodek zdrowia oraz dom dziecka . W latach 80. dwór został przejęty przez Rolniczą Spółdzielnię Produkcyjną „Chełm” ze Stryszowa. Po modernizacji na parterze dworu funkcjonuje restauracja, a na piętrze hotel .

## Architektura
Dwór późnoklasycystyczny, murowany z cegły i kamienia, otynkowany, częściowo podpiwniczony, piętrowy, nakryty dachem naczółkowym z dachówki ceramicznej. W części środkowej fasady – skierowanej na stronę południową – duży trójkątny szczyt z półkolistym świetlikiem w tympanonie. Prawdopodobnie w okresie międzywojennym dobudowano ganek wsparty na czterech kanelowanych filarach podtrzymujących taras ograniczony tralkową balustradą .

Pomieszczenia na parterze są nakryte sklepieniem żaglastym lub stropem drewnianym. W jednej z sal znajduje się drewniany portal zwieńczony puttami podtrzymującymi tarczę monogramową. Na belce stropowej wyryty jest łaciński napis :

„Renovatum + A.D. MCM XXVII Sibi Amicis ET Posterimati” („Odnowiony 1927. Sobie, Przyjaciołom i Przybyłym”)

## Park krajobrazowy
W parku o powierzchni 4,5 ha okalającym dwór widoczne są pozostałości dawnego ogrodu tarasowego. Rosną tam m.in. brzozy, dęby, jawory, jesiony, modrzewie i świerki  .

## Galeria

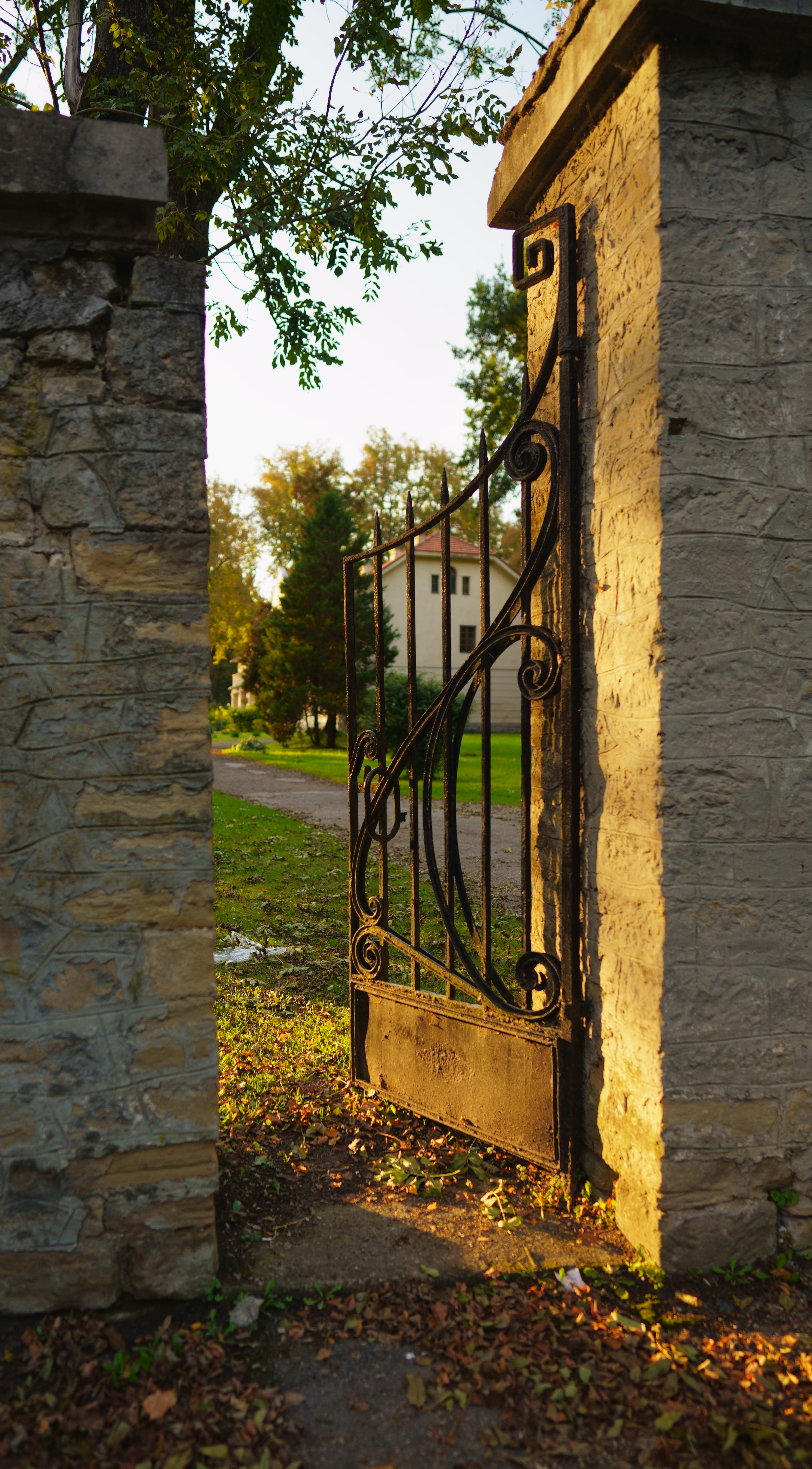
Furtka
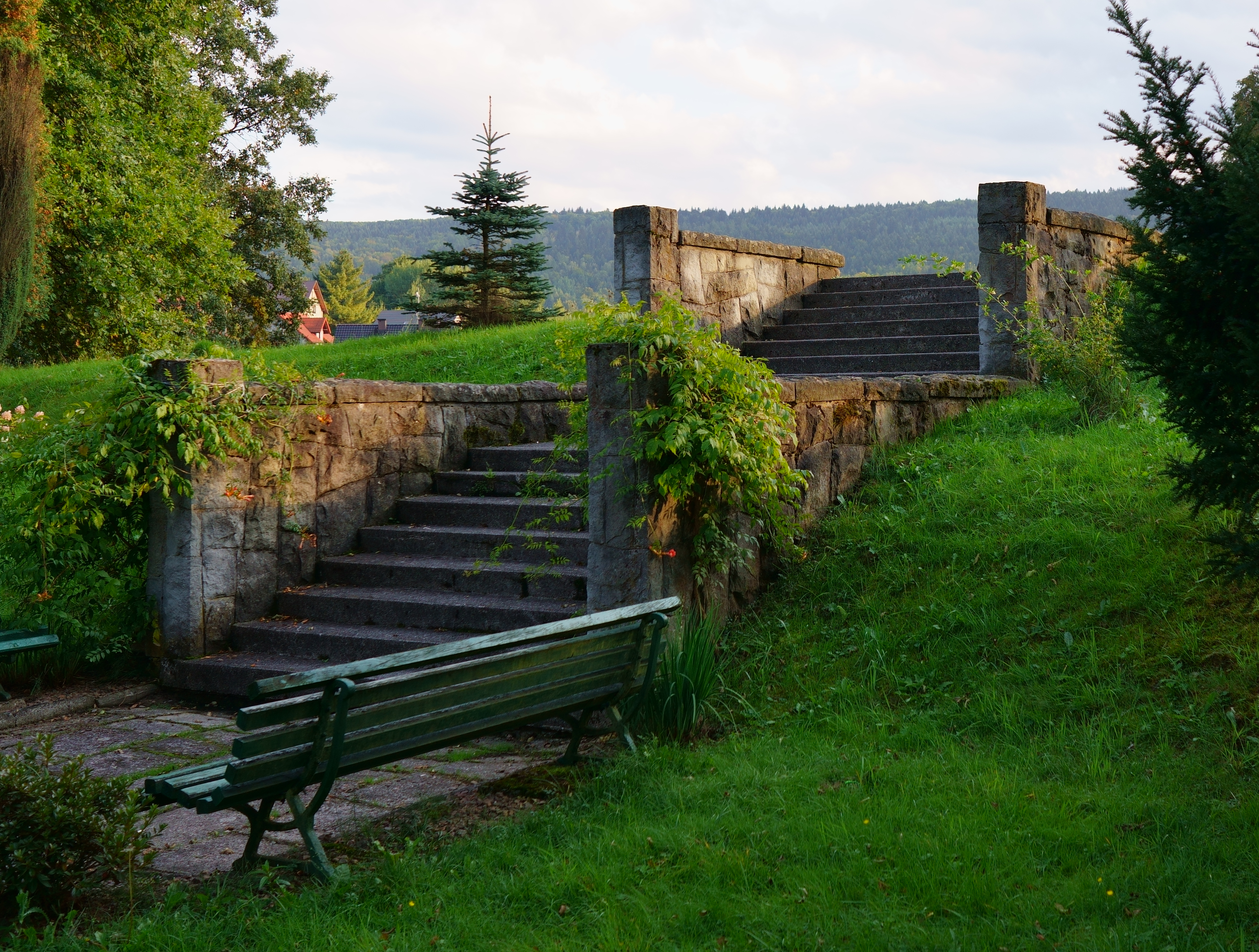
Element ogrodu tarasowego
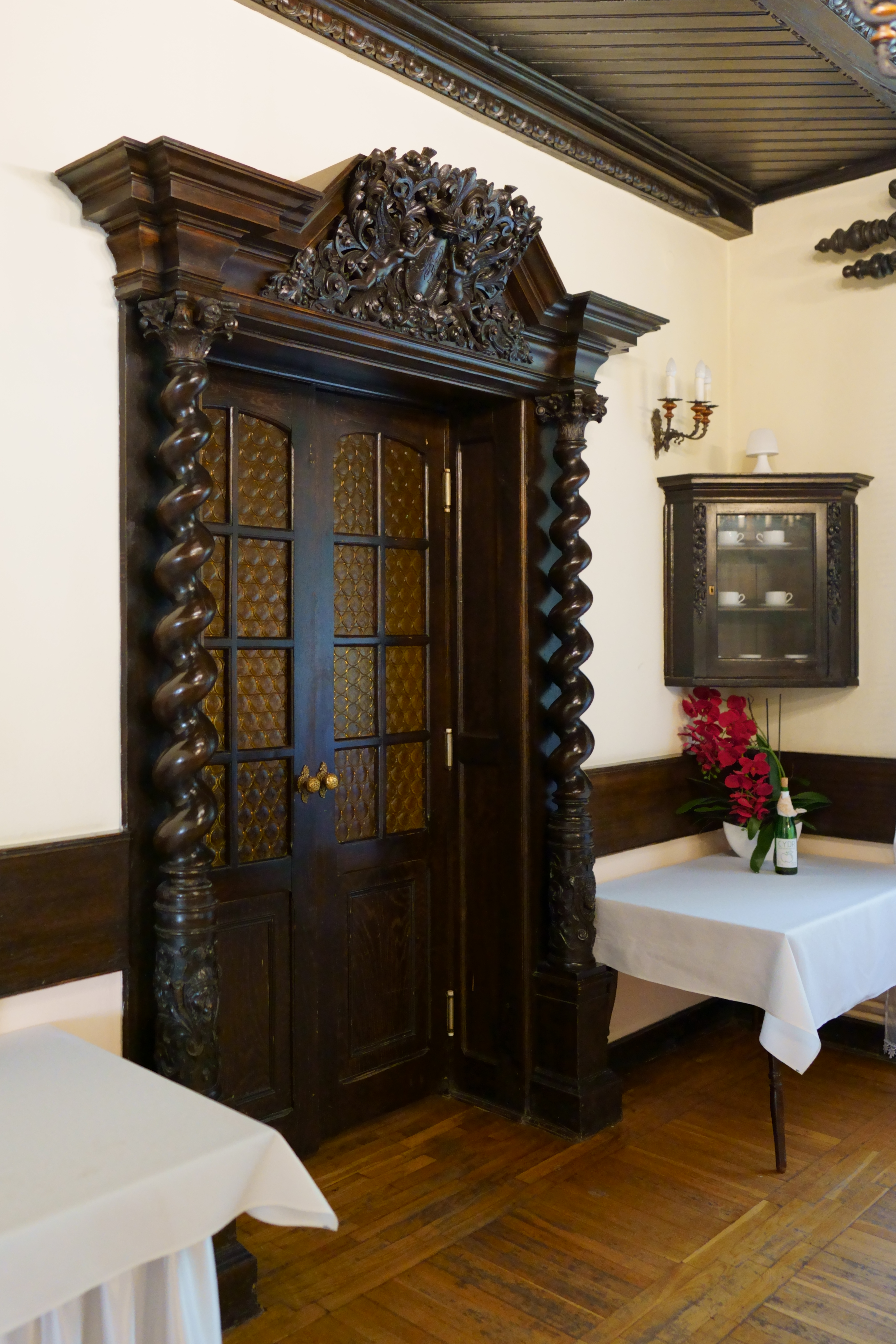
Portal
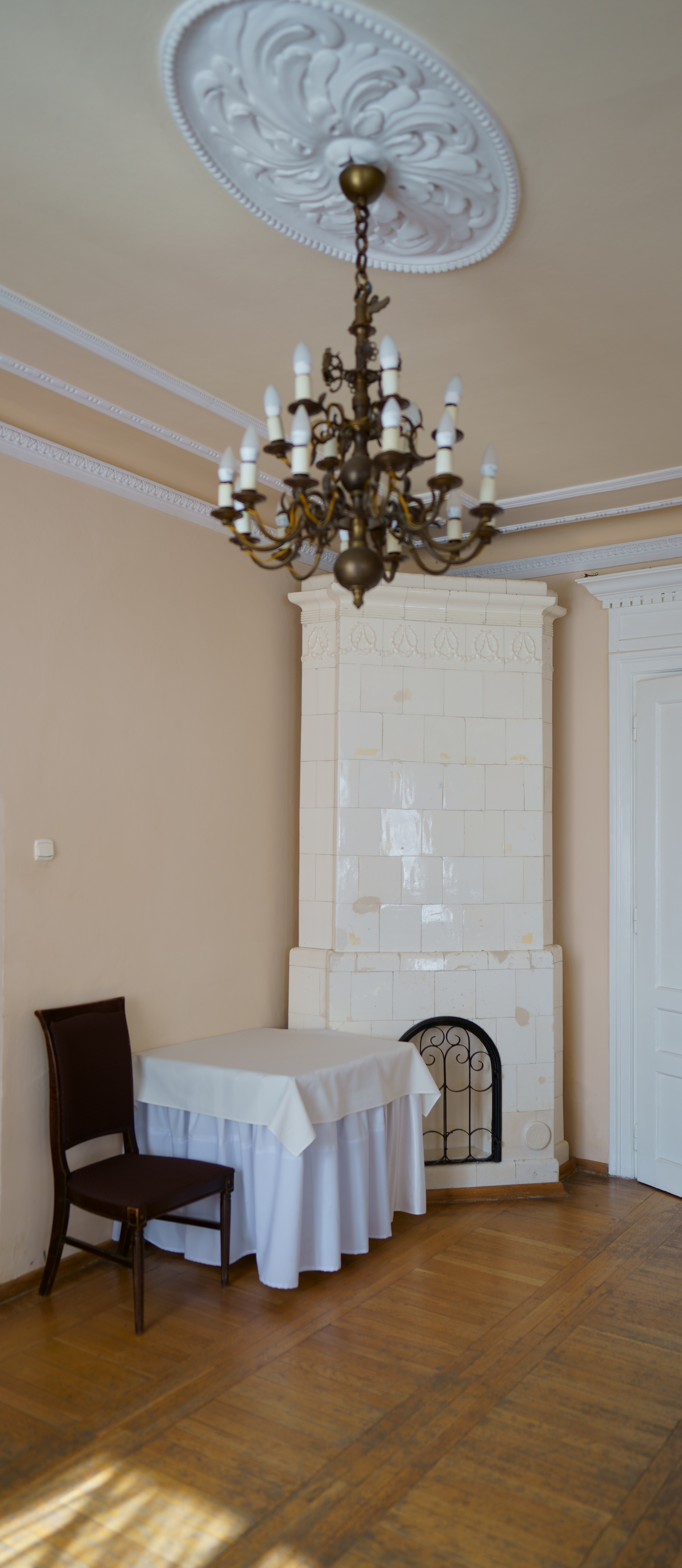
Trójboczny piec kaflowy